# Schöten
Schöten is een  dorp in de Duitse gemeente Apolda in het landkreis Weimarer Land in Thüringen. Het dorp wordt voor het eerst genoemd in een oorkonde uit 1181. Schöten werd in 1996 toegevoegd aan de gemeente Apolda.